# Liste des communes de Basse-Saxe
Cet article recense les communes de Basse-Saxe, en Allemagne.

## Statistiques
Au 1er juillet 2007, le Land de Basse-Saxe comprend 1 022 communes (Gemeinden en allemand) ou villes (Städte). Elles se répartissent de la sorte :
- 10 villes-arrondissements (kreisfreie Städte), y compris la capitale du Land, Hanovre ;
- 7 grandes villes indépendantes (große selbständige Städte) ;
- 55 communes indépendantes (selbständige Gemeinden) ;
- 97 autres villes ;
- 854 communes.

Parmi les ces 97 villes et 854 communes, 735 sont regroupées en 138 Samtgemeinden, sorte de confédérations de communes, analogues aux Ämter qu'on peut trouver dans d'autres Länder.
La Basse-Saxe comprend également 25 zones non-incorporées, lieux qui ne font partie d'aucune ville ou commune (gemeindefreie Gebiete), dont deux sont habités.

## Liste

### Villes-arrondissements
- Brunswick
- Delmenhorst
- Emden
- Göttingen
- Hanovre (capitale)
- Oldenbourg
- Osnabrück
- Salzgitter
- Wolfsbourg
- Wilhelmshaven

### Grandes villes indépendantes
- Celle
- Cuxhaven
- Goslar
- Hamelin
- Hildesheim
- Lingen
- Lunebourg

### Villes indépendantes
- Achim
- Alfeld (Leine)
- Aurich
- Bad Pyrmont
- Barsinghausen
- Bramsche
- Buchholz in der Nordheide
- Burgdorf
- Buxtehude
- Cloppenburg
- Duderstadt
- Einbeck
- Ganderkesee
- Garbsen
- Georgsmarienhütte
- Gifhorn
- Hann. Münden
- Helmstedt
- Holzminden
- Isernhagen
- Laatzen
- Langenhagen
- Leer
- Lehrte
- Melle
- Meppen
- Neustadt am Rübenberge
- Nienburg/Weser
- Norden
- Nordenham
- Nordhorn
- Northeim
- Osterholz-Scharmbeck
- Osterode am Harz
- Papenburg
- Peine
- Rinteln
- Ronnenberg
- Schortens
- Seelze
- Seesen
- Seevetal
- Sehnde
- Springe
- Stade
- Stuhr
- Uelzen
- Varel
- Vechta
- Verden (Aller)
- Wallenhorst
- Walsrode
- Weyhe
- Winsen
- Winsen
- Wolfenbüttel
- Wunstorf

### Liste complète

#### A
- Achim (ville, Verden)
- Achim (Wolfenbüttel)
- Adelebsen
- Adelheidsdorf
- Adenbüttel
- Adendorf
- Adenstedt
- Aerzen
- Affinghausen
- Agathenburg
- Ahausen
- Ahlden
- Ahlerstedt
- Ahnsbeck
- Ahnsen
- Alfeld (Leine) (ville)
- Alfhausen
- Alfstedt
- Algermissen
- Almstedt
- Altenau (ville)
- Altenmedingen
- Amelinghausen
- Amt Neuhaus
- Anderlingen
- Andervenne
- Ankum
- Apelern
- Apen
- Apensen
- Appel
- Appeln
- Arholzen
- Armstorf
- Artlenburg
- Asendorf (Diepholz)
- Asendorf (Harburg)
- Auetal
- Auhagen
- Aurich (ville)
- Axstedt

#### B
- Bad Bederkesa
- Bad Bentheim (ville)
- Badbergen
- Bad Bevensen (ville)
- Bad Bodenteich
- Baddeckenstedt
- Bad Eilsen
- Badenhausen
- Bad Essen
- Bad Fallingbostel (ville)
- Bad Gandersheim (ville)
- Bad Grund (ville)
- Bad Harzburg (ville)
- Bad Iburg (ville)
- Bad Laer
- Bad Lauterberg im Harz (ville)
- Bad Münder am Deister (ville)
- Bad Nenndorf (ville)
- Bad Pyrmont (ville)
- Bad Rothenfelde
- Bad Sachsa (ville)
- Bad Salzdetfurth (ville)
- Bad Zwischenahn
- Bahrdorf
- Bahrenborstel
- Bakum
- Balge
- Balje
- Baltrum
- Banteln
- Bardowick
- Barenburg
- Barendorf
- Bargstedt
- Barnstedt
- Barnstorf
- Barsinghausen (ville)
- Barßel
- Barum (Lunebourg)
- Barum (Uelzen)
- Barver
- Barwedel
- Basdahl
- Bassum (ville)
- Bawinkel
- Beckdorf
- Beckedorf
- Beckeln
- Beedenbostel
- Beesten
- Beierstedt
- Belm
- Belum
- Bendestorf
- Berge
- Bergen (ville)
- Bergen an der Dumme
- Bergfeld
- Berne
- Bersenbrück (ville)
- Berumbur
- Betheln
- Betzendorf
- Bevern
- Beverstedt
- Bienenbüttel
- Bilshausen
- Binnen
- Bippen
- Bispingen
- Bissendorf
- Bleckede (ville)
- Blender
- Bliedersdorf
- Blomberg
- Bockenem (ville)
- Bockhorn
- Bockhorst
- Bodenfelde
- Bodensee
- Bodenwerder (ville)
- Boffzen
- Böhme
- Bohmte
- Boitze
- Bokel
- Bokensdorf
- Bomlitz
- Börger
- Borkum (ville)
- Börßum
- Borstel
- Bösel
- Bötersen
- Bothel
- Bovenden
- Brackel
- Brake (ville)
- Bramsche (ville)
- Bramstedt
- Braunlage (ville)
- Breddenberg
- Breddorf
- Bremervörde (ville)
- Brest
- Brevörde
- Brietlingen
- Brinkum
- Brockel
- Bröckel
- Brockum
- Brome
- Bruchhausen-Vilsen
- Brüggen
- Brunswick (ville)
- Buchholz (Schaumburg)
- Buchholz (Soltau-Fallingbostel)
- Buchholz in der Nordheide (ville)
- Bückeburg (ville)
- Bücken
- Büddenstedt
- Bühren
- Bülkau
- Bülstedt
- Bunde
- Burgdorf (ville, Région de Hanovre)
- Burgdorf (Wolfenbüttel)
- Burgwedel (ville)
- Burweg
- Butjadingen
- Buxtehude (ville)

#### C
- Cadenberge
- Calberlah
- Cappel
- Cappeln
- Celle (ville)
- Clausthal-Zellerfeld (ville)
- Clenze
- Cloppenburg (ville)
- Colnrade
- Coppenbrügge
- Coppengrave
- Cramme
- Cremlingen
- Cuxhaven (ville)

#### D
- Dahlem
- Dahlenburg
- Dahlum
- Damme (ville)
- Damnatz
- Danndorf
- Dannenberg (ville)
- Dassel (ville)
- Dedelstorf
- Deensen
- Deinste
- Deinstedt
- Delligsen
- Delmenhorst (ville)
- Denkte
- Derental
- Dersum
- Despetal
- Detern
- Dettum
- Deutsch Evern
- Dickel
- Didderse
- Diekholzen
- Dielmissen
- Diepenau
- Diepholz (ville)
- Dinklage (ville)
- Dissen am Teutoburger Wald (ville)
- Dohren (Emsland)
- Dohren (Harburg)
- Dollern
- Dornum
- Dörpen
- Dorstadt
- Dorum
- Dörverden
- Dötlingen
- Drage
- Drakenburg
- Drangstedt
- Dransfeld (ville)
- Drebber
- Drentwede
- Drestedt
- Driftsethe
- Drochtersen
- Düdenbüttel
- Duderstadt (ville)
- Duingen
- Dünsen
- Dunum

#### E
- Ebergötzen
- Eberholzen
- Ebersdorf
- Ebstorf
- Echem
- Edemissen
- Edewecht
- Egestorf
- Eggermühlen
- Ehra-Lessien
- Ehrenburg
- Eickeloh
- Eicklingen
- Eime
- Eimen
- Eimke
- Einbeck (ville)
- Eisdorf
- Elbe
- Elbingerode
- Eldingen
- Elmlohe
- Elsdorf
- Elsfleth (ville)
- Elze (ville)
- Embsen
- Emden (ville)
- Emlichheim
- Emmendorf
- Emmerthal
- Emsbüren
- Emstek
- Emtinghausen
- Engden
- Engeln
- Engelschoff
- Erkerode
- Esche
- Eschede
- Eschershausen (ville)
- Esens (ville)
- Essel
- Essen
- Esterwegen
- Estorf (Nienburg/Weser)
- Estorf (Stade)
- Everode
- Eversmeer
- Evessen
- Eydelstedt
- Eyendorf
- Eystrup

#### F
- Farven
- Faßberg
- Filsum
- Fintel
- Firrel
- Flögeln
- Flöthe
- Frankenfeld
- Freden
- Fredenbeck
- Freiburg/Elbe
- Freistatt
- Frellstedt
- Frelsdorf
- Freren (ville)
- Fresenburg
- Friedeburg
- Friedland
- Friesoythe (ville)
- Fürstenau (ville)
- Fürstenberg

#### G
- Ganderkesee
- Gandesbergen
- Garbsen (ville)
- Garlstorf
- Garrel
- Garstedt
- Gartow
- Geeste
- Gehrde
- Gehrden (ville)
- Georgsdorf
- Georgsmarienhütte (ville)
- Gerdau
- Gersten
- Getelo
- Gevensleben
- Geversdorf
- Gieboldehausen
- Gielde
- Giesen
- Gifhorn (ville)
- Gilten
- Gittelde
- Glandorf
- Gleichen
- Gnarrenburg
- Gödenstorf
- Göhrde
- Goldenstedt
- Gölenkamp
- Golmbach
- Gorleben
- Goslar (ville)
- Göttingen (ville)
- Grafhorst
- Grasberg
- Grasleben
- Grethem
- Gronau (ville)
- Groß Berßen
- Großefehn
- Großenkneten
- Großenwörden
- Großheide
- Groß Ippener
- Groß Meckelsen
- Groß Oesingen
- Groß Twülpstedt
- Grünendeich
- Guderhandviertel
- Gusborn
- Gyhum

#### H
- Habighorst
- Hademstorf
- Hämelhausen
- Häuslingen
- Hage
- Hagen am Teutoburger Wald
- Hagen im Bremischen
- Hagenburg
- Hagermarsch
- Hahausen
- Halbemond
- Halle (comté de Bentheim)
- Halle (Holzminden)
- Halvesbostel
- Hambergen
- Hambühren
- Hamelin (ville)
- Hamersen
- Hammah
- Handeloh
- Handorf
- Handrup
- Hankensbüttel
- Hann. Münden (ville)
- Hanovre (ville, capitale du Land)
- Hanstedt (Harburg)
- Hanstedt (Uelzen)
- Harbarnsen
- Hardegsen (ville)
- Haren (ville)
- Harmstorf
- Harpstedt
- Harsefeld
- Harsum
- Hasbergen
- Haselünne (ville)
- Haßbergen
- Hassel (Weser)
- Hassendorf
- Haste
- Hatten
- Hattorf am Harz
- Haverlah
- Hechthausen
- Hedeper
- Heede
- Heemsen
- Heere
- Heerstedt
- Heeslingen
- Heeßen
- Hehlen
- Heidenau
- Heinade
- Heinbockel
- Heiningen
- Heinsen
- Hellwege
- Helmstedt (ville)
- Helpsen
- Helvesiek
- Hemmingen (ville)
- Hemmoor (ville)
- Hemsbünde
- Hemslingen
- Hemsloh
- Hepstedt
- Hermannsburg
- Herzberg am Harz (ville)
- Herzlake
- Hesel
- Hespe
- Hessisch Oldendorf (ville)
- Heuerßen
- Heyen
- Hildesheim (ville)
- Hilgermissen
- Hilkenbrook
- Hillerse
- Hilter am Teutoburger Wald
- Himbergen
- Himmelpforten
- Hinte
- Hipstedt
- Hittbergen
- Hitzacker (ville)
- Hodenhagen
- Höfer
- Höhbeck
- Hohenhameln
- Hohne
- Hohnhorst
- Hohnstorf
- Holdorf
- Holenberg
- Holle
- Hollen
- Hollenstedt
- Hollern-Twielenfleth
- Hollnseth
- Holste
- Holtgast
- Holtland
- Holzen
- Holzminden (ville)
- Hoogstede
- Hörden am Harz
- Hornburg (ville)
- Horneburg
- Horstedt
- Hoya (ville)
- Hoyerhagen
- Hoyershausen
- Hude
- Hüde
- Hülsede
- Husum
- Hüven

#### I
- Ihlienworth
- Ihlow
- Ilsede
- Ingeleben
- Isenbüttel
- Isernhagen
- Isterberg
- Itterbeck

#### J
- Jade
- Jameln
- Jelmstorf
- Jembke
- Jemgum
- Jerxheim
- Jesteburg
- Jever (ville)
- Jork
- Jühnde
- Juist

#### K
- Kakenstorf
- Kalbe
- Kalefeld
- Karwitz
- Katlenburg-Lindau
- Kettenkamp
- Kirchbrak
- Kirchdorf
- Kirchgellersen
- Kirchlinteln
- Kirchseelte
- Kirchtimke
- Kirchwalsede
- Kirchwistedt
- Kissenbrück
- Klein Berßen
- Klein Meckelsen
- Kluse
- Kneitlingen
- Köhlen
- Königslutter am Elm (ville)
- Königsmoor
- Kranenburg
- Krebeck
- Kreiensen
- Krummendeich
- Krummhörn
- Kührstedt
- Küsten
- Kutenholz

#### L
- Laar
- Laatzen (ville)
- Lachendorf
- Lage
- Lähden
- Lahn
- Lahstedt
- Lamspringe
- Lamstedt
- Landesbergen
- Landolfshausen
- Landwehr
- Langelsheim (ville)
- Langen (ville, Cuxhaven)
- Langen (Emsland)
- Langendorf
- Langenhagen (ville)
- Langeoog
- Langlingen
- Langwedel
- Lastrup
- Lathen
- Lauenau
- Lauenbrück
- Lauenförde
- Lauenhagen
- Leer (ville)
- Leese
- Leezdorf
- Lehe
- Lehre
- Lehrte (ville)
- Leiferde
- Lembruch
- Lemförde
- Lemgow
- Lemwerder
- Lengede
- Lengenbostel
- Lengerich
- Lenne
- Liebenau
- Liebenburg
- Lilienthal
- Lindern
- Lindhorst
- Lindwedel
- Lingen (ville)
- Linsburg
- Lintig
- Lohne (ville)
- Löningen (ville)
- Lorup
- Loxstedt
- Lübberstedt
- Lübbow
- Lüchow (Wendland) (ville)
- Luckau
- Lüder
- Lüdersburg
- Lüdersfeld
- Lüerdissen
- Luhden
- Lunebourg (ville)
- Lunestedt
- Lünne
- Lütetsburg
- Lutter am Barenberge

#### M
- Maasen
- Marienhafe
- Marienhagen
- Mariental
- Marklohe
- Marl
- Marschacht
- Martfeld
- Marxen
- Mechtersen
- Meerbeck
- Meine
- Meinersen
- Melbeck
- Melle (ville)
- Mellinghausen
- Menslage
- Meppen (ville)
- Merzen
- Messenkamp
- Messingen
- Midlum
- Misselwarden
- Mittelnkirchen
- Mittelstenahe
- Moisburg
- Molbergen
- Moormerland
- Moorweg
- Moringen (ville)
- Müden
- Mulsum
- Munster (ville)

#### N
- Nahrendorf
- Natendorf
- Neetze
- Negenborn
- Nenndorf
- Neubörger
- Neu Darchau
- Neuenhaus (ville)
- Neuenkirchen (Cuxhaven)
- Neuenkirchen (Diepholz)
- Neuenkirchen (Osnabrück)
- Neuenkirchen (Soltau-Fallingbostel)
- Neuenkirchen (Stade)
- Neuenkirchen-Vörden
- Neuharlingersiel
- Neuhaus
- Neuhof
- Neukamperfehn
- Neulehe
- Neuschoo
- Neustadt am Rübenberge (ville)
- Neu Wulmstorf
- Niederlangen
- Niedernwöhren
- Niemetal
- Nienburg/Weser (ville)
- Nienhagen
- Nienstädt
- Norden (ville)
- Nordenham (ville)
- Norderney (ville)
- Nordholz
- Nordhorn (ville)
- Nordleda
- Nordsehl
- Nordstemmen
- Nörten-Hardenberg
- Northeim (ville)
- Nortmoor
- Nortrup
- Nottensdorf

#### O
- Oberlangen
- Oberndorf
- Obernfeld
- Obernholz
- Obernkirchen (ville)
- Ochtersum
- Odisheim
- Oederquart
- Oerel
- Oetzen
- Ohne
- Ohrum
- Oldenbourg (ville)
- Oldendorf (Lunebourg)
- Oldendorf (Stade)
- Osloß
- Osnabrück (ville)
- Osteel
- Osten
- Osterbruch
- Ostercappeln
- Ostereistedt
- Osterholz-Scharmbeck (ville)
- Osterode am Harz (ville)
- Osterwald
- Ostrhauderfehn
- Ottenstein
- Otter
- Otterndorf (ville)
- Ottersberg
- Ovelgönne
- Oyten

#### P
- Padingbüttel
- Papenburg (ville)
- Parsau
- Pattensen (ville)
- Pegestorf
- Peine (ville)
- Pennigsehl
- Pohle
- Polle
- Pollhagen
- Prezelle
- Prinzhöfte

#### Q
- Quakenbrück (ville)
- Quendorf
- Querenhorst
- Quernheim

#### R
- Räbke
- Radbruch
- Raddestorf
- Rastdorf
- Rastede
- Rätzlingen
- Rechtsupweg
- Reeßum
- Regesbostel
- Rehburg-Loccum (ville)
- Rehden
- Rehlingen
- Reinstorf
- Remlingen
- Renkenberge
- Rennau
- Reppenstedt
- Rethem (ville)
- Rhade
- Rhauderfehn
- Rhede
- Rheden
- Rhumspringe
- Ribbesbüttel
- Riede
- Rieste
- Ringe
- Ringstedt
- Rinteln (ville)
- Ritterhude
- Rodenberg (ville)
- Rodewald
- Rohrsen
- Roklum
- Rollshausen
- Römstedt
- Ronnenberg (ville)
- Rosche
- Rosdorf
- Rosengarten
- Rotenburg (ville)
- Rötgesbüttel
- Rüdershausen
- Rühen
- Rullstorf

#### S
- Sachsenhagen (ville)
- Salzbergen
- Salzgitter (ville)
- Salzhausen
- Salzhemmendorf
- Samern
- Sandbostel
- Sande
- Sandstedt
- Sankt Andreasberg (ville)
- Sarstedt (ville)
- Sassenburg
- Saterland
- Sauensiek
- Schapen
- Scharnebeck
- Scharnhorst
- Scheden
- Scheeßel
- Schellerten
- Schiffdorf
- Schladen
- Schnackenburg (ville)
- Schnega
- Schneverdingen (ville)
- Scholen
- Schönewörde
- Schöningen (ville)
- Schöppenstedt (ville)
- Schortens (ville)
- Schulenberg im Oberharz
- Schüttorf (ville)
- Schwaförden
- Schwanewede
- Schwarme
- Schwarmstedt
- Schweindorf
- Schweringen
- Schwerinsdorf
- Schwienau
- Schwülper
- Seeburg
- Seedorf
- Seelze (ville)
- Seesen (ville)
- Seevetal
- Seggebruch
- Sehlde
- Sehlem
- Sehnde (ville)
- Selsingen
- Semmenstedt
- Seulingen
- Sibbesse
- Sickte
- Siedenburg
- Sittensen
- Soderstorf
- Sögel
- Söhlde
- Söllingen
- Soltau (ville)
- Soltendieck
- Sottrum
- Spahnharrenstätte
- Spelle
- Spiekeroog
- Sprakensehl
- Springe (ville)
- Stade (ville)
- Stadensen
- Stadland
- Stadthagen (ville)
- Stadtoldendorf (ville)
- Staffhorst
- Staufenberg
- Stavern
- Stedesdorf
- Steimbke
- Steinau
- Steinfeld
- Steinhorst
- Steinkirchen
- Stelle
- Stemmen
- Stemshorn
- Steyerberg
- Stinstedt
- Stöckse
- Stoetze
- Stolzenau
- Stubben
- Stuhr
- Südbrookmerland
- Suddendorf
- Suderburg
- Südergellersen
- Sudwalde
- Suhlendorf
- Sulingen (ville)
- Süpplingen
- Süpplingenburg
- Süstedt
- Sustrum
- Surwold
- Suthfeld
- Syke (ville)

#### T
- Tappenbeck
- Tarmstedt
- Tespe
- Thedinghausen
- Thomasburg
- Thuine
- Tiddische
- Tiste
- Toppenstedt
- Tostedt
- Tosterglope
- Trebel
- Tülau
- Twieflingen
- Twist
- Twistringen (ville)

#### U
- Uchte
- Uehrde
- Uelsen
- Uelzen (ville)
- Uetze
- Ummern
- Undeloh
- Unterlüß
- Upgant-Schott
- Uplengen
- Uslar (ville)
- Utarp
- Uthlede

#### V
- Vahlberg
- Vahlbruch
- Vahlde
- Varel (ville)
- Varrel
- Vastorf
- Vechelde
- Vechta (ville)
- Velpke
- Veltheim
- Verden (Aller) (ville)
- Vienenburg (ville)
- Vierden
- Vierhöfen
- Visbek
- Visselhövede (ville)
- Vögelsen
- Vollersode
- Voltlage
- Vordorf
- Vorwerk
- Vrees

#### W
- Waake
- Waddeweitz
- Wagenfeld
- Wagenhoff
- Wahrenholz
- Walchum
- Walkenried
- Wallenhorst
- Wallmoden
- Walsrode (ville)
- Wangelnstedt
- Wangerland
- Wangerooge
- Wanna
- Warberg
- Wardenburg
- Warmsen
- Warpe
- Wasbüttel
- Wathlingen
- Wedemark
- Weener (ville)
- Weenzen
- Wehrbleck
- Welle
- Wendeburg
- Wendisch Evern
- Welle (Allemagne)
- Wenzendorf
- Werdum
- Werlaburgdorf
- Werlte
- Werpeloh
- Wesendorf
- Weste
- Westergellersen
- Westerholt
- Westerstede (ville)
- Westertimke
- Westerwalsede
- Westfeld
- Westoverledingen
- Wetschen
- Wettrup
- Weyhausen
- Weyhe
- Wieda
- Wiedensahl
- Wiefelstede
- Wielen
- Wienhausen
- Wieren
- Wiesmoor (ville)
- Wietmarschen
- Wietze
- Wietzen
- Wietzendorf
- Wildemann (ville)
- Wildeshausen (ville)
- Wilhelmshaven (ville)
- Wilstedt
- Wilsum
- Windhausen
- Wingst
- Winkelsett
- Winnigstedt
- Winsen (ville)
- Winzenburg
- Wippingen
- Wirdum
- Wischhafen
- Wistedt
- Wittingen (ville)
- Wittmar
- Wittmund (ville)
- Wittorf
- Wohnste
- Wolfenbüttel (ville)
- Wolfsbourg (ville)
- Wollbrandshausen
- Wollershausen
- Wölpinghausen
- Wolsdorf
- Woltersdorf
- Woltershausen
- Worpswede
- Wremen
- Wrestedt
- Wriedel
- Wulfsen
- Wulften am Harz
- Wulsbüttel
- Wunstorf (ville)
- Wustrow (ville)

#### Z
- Zernien
- Zetel
- Zeven (ville)
- Zorge

### Zones non-incorporées

#### Habitées
- Lohheide
- Osterheide

#### Inhabitées
- Am großen Rhode
- Barnstorf-Warle
- Boffzen
- Brunsleberfeld
- Eimen
- Eschershausen
- Gartow
- Giebel
- Göhrde
- Grünenplan
- Harz, (Goslar)
- Harz (Osterode am Harz)
- Helmstedt
- Holzminden
- Königslutter
- Lütje Hörn
- Mariental
- Memmert
- Merxhausen
- Schöningen
- Solling
- Voigtsdahlum
- Wenzen